# La Jigua (kommun)
La Jigua är en kommun i Honduras.   Den ligger i departementet Departamento de Copán, i den västra delen av landet, 200 km nordväst om huvudstaden Tegucigalpa. Antalet invånare är 7 807.